# روس غرير (سياسي)
روس غرير (بالإنجليزية: Ross Greer)‏ هو سياسي بريطاني، ولد في 1 يونيو 1994 في برزدن في المملكة المتحدة. نشط حزبياً في Scottish Greens ‏. في 2016 Scottish Parliament election ‏، انتخب Member of the 5th Scottish Parliament ‏ عن دائرة West Scotland (Scottish Parliament electoral region) ‏ وقد انضم خلال فترته النيابية ‏ (5 مايو 2016 – )  للكتلة البرلمانية Scottish Greens ‏.